# دهه ۱۹۳۰ در جامعه‌شناسی
در دهه ۱۹۳۰ در جامعه‌شناسی (به انگلیسی: 1930s in sociology) رویدادهای زیر رخ داد:

## ۱۹۳۰
- از زیگموند فروید کتاب تمدن و ملالت‌های آن منتشر شد.
- از موریس هولباخ کتاب علل خودکشی منتشر شد.
- از رابرت ردفیلد کتاب تپوزتلان: زندگی در یک روستای مکزیکی منتشر شد.
- از کلیفورد شاو کتاب جک رولر: داستان خود پسر بزهکار منتشر شد.
- از پیتیریم سوروکین کتاب جامعه‌شناسی روستایی منتشر شد.
- از لئون تروتسکی کتاب تاریخ انقلاب روسیه منتشر شد.
- مکتب فرانکفورت توسط ماکس هورکهایمر در فرانکفورت تأسیس شد.
- هاوارد دبلیو اوبوم رئیس انجمن جامعه‌شناسی آمریکا شد.

## ۱۹۳۱
- از مارک بلوخ کتاب تاریخ روستایی فرانسه منتشر شد.
- از هانس فریر کتاب انقلاب حق منتشر شد.
- از رابرت موریسون مک آیور کتاب جامعه‌شناسی منتشر شد.
- از آلفرد رادکلیف براون کتاب سازمان اجتماعی قبایل استرالیا منتشر شد.
- از آر. اچ. تاونی کتاب برابری منتشر شد.
- از اموری استفن بوگاردوس رئیس انجمن جامعه‌شناسی آمریکا شد.

### درگذشتگان
- ۲۶ آوریل: جورج هربرت مید
- ۱۱ ژوئن: فرانکلین هنری گیدینگز
- ۱۳ دسامبر: گوستاو لو بن

## ۱۹۳۲
- از هنری برگسون کتاب دو منبع اخلاق و دین منتشر شد.
- از التون مایو کتاب مسایل انسانی یک تمدن صنعتی منتشر شد.
- از آلفرد رادکلیف براون کتاب سازمان اجتماعی قبایل استرالیا منتشر شد.
- از آر. اچ. تاونی کتاب زمین و کار در چین منتشر شد.
- از بئاتریس وب و سیدنی وب کتاب روش‌های مطالعه اجتماعی منتشر شد.

## ۱۹۳۳
- از الکساندر کار ساندرز کتاب حرفه‌ها منتشر شد.
- از فریدریش هایک کتاب نظریه پولی و چرخه تجارت منتشر شد.
- از ویلیام آگبرن کتاب روندهای اجتماعی اخیر در ایالات متحده منتشر شد.
- حزب نازی در آلمان به قدرت رسید، بسیاری از روشنفکران فرار کردند، فردیناند تونیس به اجبار منصب ریاست انجمن جامعه‌شناسی آلمان را کنار گذاشت و هانس فریر جایگزین شد.

### زادگان
- ۲۳ نوامبر علی شریعتی

## ۱۹۳۴
- از روث بندیکت کتاب الگوهای فرهنگ منتشر شد.
- از الکساندر کار ساندرز کتاب قرن فقر منتشر شد.
- از موریس گینزبرگ کتاب جامعه‌شناسی منتشر شد.
- از جورج هربرت مید کتاب ذهن، خود و جامعه منتشر شد.
- هانس فریر فعالیت انجمن جامعه‌شناسی آلمان را به حالت تعلیق درآورد.

### زادگان
- روح القدس موسی

## ۱۹۳۵
- از آنتونیو گرامشی کتاب یادداشت‌های زندان منتشر شد.
- از هارولد لاسول کتاب سیاست: چه کسی، چه زمانی، چگونه منتشر شد.
- از هلن مرل لیند کتاب میدل تاون: مطالعه‌ای در تضادهای فرهنگی منتشر شد.
- از برونیسلاو مالینوفسکی کتاب باغ‌های مرجانی و جادوی آنها منتشر شد.
- از کارل مانهایم کتاب انسان و جامعه در عصر بازسازی منتشر شد.
- از مارگارت مید کتاب جنس و خلق و خوی در سه جامعه ابتدایی منتشر شد.
- از فردیناند تونیس کتاب روح مدرنیته منتشر شد.
- از آلفرد وبر کتاب تاریخ فرهنگی به مثابه جامعه‌شناسی فرهنگی منتشر شد.
- از سیدنی وب و بئاتریس وب کتاب کمونیسم شوروی: تمدن جدید؟ منتشر شد.

## ۱۹۳۶
- از گایتانو موسکا کتاب تاریخ دکترین‌های سیاسی منتشر شد.
- از ویلیام آگبرن کتاب تأثیر اجتماعی هوانوردی منتشر شد.
- از رابرت ازرا پارک کتاب بوم‌شناسی انسانی منتشر شد.
- از ادوین ساترلند و اچ. جی. لاک کتاب ۲۴۰۰۰ انسان بی‌خانمان منتشر شد.
- از ادوارد وسترمارک کتاب آینده ازدواج در تمدن غرب منتشر شد.
- از کارل مانهایم و لوئیس ویرث کتاب ایدئولوژی و اتوپیا منتشر شد.
- هنری پی. فیرچایلد رئیس انجمن جامعه‌شناسی آمریکا شد.
- انجمن جامعه‌شناسی آمریکا انتشار مجلهٔ بازنگری جامعه‌شناختی آمریکا را آغاز کرد.

### درگذشتگان
- ۹ آوریل: فردیناند تونیس
- ۲۷ آوریل: کارل پیرسون
- ۳ می: روبرت میخلز
- ۸ می: اسوالد اشپنگلر

## ۱۹۳۷
- از ایفانز-بریتشارد کتاب جادوگری، اوراکل‌ها و جادو در میان آزنده منتشر شد.
- از تالکوت پارسونز کتاب ساختار کنش اجتماعی منتشر شد.
- از لئون تروتسکی کتاب به انقلاب خیانت شد منتشر شد.
- از ویلیام لوید وارنر کتاب تمدن سیاه: مطالعه اجتماعی یک قبیله استرالیایی منتشر شد.

## ۱۹۳۸
- از چستر بارنارد کتاب کارکردهای اجرایی (کتاب) منتشر شد.
- از یوهان هویزینگا کتاب انسان بازیگر منتشر شد.
- از سرافین ان. ماکارایگ کتاب درآمدی بر جامعه‌شناسی منتشر شد.
- از تامس هامفری مارشال کتاب تضاد طبقاتی و قشربندی اجتماعی منتشر شد.
- از تامس هامفری مارشال کتاب مسئله جمعیت: کارشناسان و مردم منتشر شد.
- از رابرت کی. مرتن کتاب ساختار اجتماعی و آنومی منتشر شد.
- از ورنر زمبارت کتاب از انسان منتشر شد.
- از ریچارد تیتموس کتاب فقر و جمعیت منتشر شد.
- از لوئیس ویرث کتاب شهرسازی به عنوان یک شیوه زندگی منتشر شد.
- فرانک اچ. هانکینز رئیس انجمن جامعه‌شناسی آمریکا شد.

### زادگان
- ۱۸ ژانویه: آنتونی گیدنز

### درگذشتگان
- پل فاوکونت

## ۱۹۳۹
- از والتر بنجامین کتاب اثر هنری در عصر بازتولیدپذیری تکنولوژیکی آن منتشر شد.
- از روث دورانت کتاب واتلینگ: یک بررسی اجتماعی منتشر می‌شود.
- از نوربرت الیاس کتاب فرایند تمدن‌سازی منتشر شد.
- از فی شیائوتنگ کتاب زندگی دهقانان در چین: مطالعه میدانی زندگی روستایی در دره یانگ تسه منتشر شد.
- از ادوارد فرانکلین فریزر کتاب خانواده سیاهپوست در ایالات متحده منتشر شد.
- از زیگموند فروید کتاب موسی و یکتاپرستی منتشر شد.
- از آلفرد رادکلیف براون کتاب تابو منتشر شد.
- از جورج آ. لوندبرگ کتاب مبانی جامعه‌شناسی منتشر شد.
- از جوزف شومپیتر کتاب چرخه‌های تجاری منتشر شد.
- از ریچارد تیتموس کتاب مشکل غذایی ما منتشر شد.